# Walter Riehl
El Dr. Walter Riehl (Wiener Neustadt, 8 de noviembre de 1881 - Viena, 6 de septiembre de 1955) fue un abogado y político austríaco, conocido como uno de los primeros exponentes del nacionalsocialismo austríaco. Adherido al ala que promovía la cooperación entre Alemania y una Austria independiente, su influencia disminuyó con el aumento del apoyo al Anschluss tanto en el nacionalsocialismo austriaco como en el nazismo alemán.

## Primeros años
Originario de Wiener Neustadt, Riehl se unió al ejército como voluntario por un año en 1900. Después del servicio militar se matriculó en la Facultad de Derecho de la Universidad de Viena y, tras estudiar también en varias instituciones de Alemania, se graduó en 1908 con el doctorado en Derecho. Durante sus estudios, participó por poco tiempo en el Partido Socialdemócrata de Austria, donde su mayor aporte fue intentar persuadir a sus compañeros a favor del Movimiento por la Templanza. Como miembro devoto de la Iglesia católica, se sintió profundamente alarmado por la creciente influencia del marxismo dentro del partido. Decidió abandonarlo antes de 1907, argumentando el dominio de los miebros judíos dentro del partido. A partir de ese momento, el antisemitismo pasó a ser un elemento central del credo político personal de Riehl.

## DNSAP
Moviéndose hacia la derecha, Riehl fue inicialmente discípulo del filósofo conservador Othmar Spann. A pesar de esto, se unió al Deutsche Arbeiterpartei (DAP) en 1908. Como miembro del DAP, representando a las clases medias, promovió un cambio de nombre para el partido y la expansión de su base de afiliados, de modo que no se limitara a las clases trabajadoras. Influido por las teorías racistas radicales de Georg von Schönerer, Riehl asumió un papel destacado en la organización del movimiento juvenil del partido. Perteneciente al sector más radical del DAP, defendía que la dictadura era la única vía para resolver el conflicto de clases, mientras se destacaba por manifestar abiertamente sus sentimientos antichecos.Su participación en el partido le hizo perder el puesto que ocupaba en la administración pública austríaca y pasó un tiempo trabajando en una oficina de abogados en Alemania alrededor de 1911.
Al comenzar la Primera Guerra Mundial, se incorporó a la Landsturm y, a finales de 1915, fue convocado al ejército regular, participando en combates en el frente italiano. En marzo de 1918 se convirtió en vicepresidente del DAP y dos meses después asumió el cargo de líder. El partido pasó a llamarse Deutsche Nationalsozialistische Arbeiterpartei (DNSAP) inmediatamente después de la desintegración del Imperio austrohúngaro.
Como líder, Riehl orientó al DNSAP, que hasta entonces había sido principalmente un partido anticheco, hacia el antisemitismo. Buscó responsabilizar a los judíos de los problemas de Austria y promovió su expulsión del país. También apoyó la participación en los beneficios y la reforma agraria y trabajó para construir el partido en las universidades, fundando la Asociación Académica Alemana de Nacionalsocialistas en junio de 1919. Si bien el DAP había sido abiertamente un partido "de clase", Riehl intentó distanciar al grupo de cualquier consideración de ese tipo, vinculándolo en cambio al movimiento Völkisch más amplio.
Riehl conoció desde muy temprano la existencia del Partido Obrero Alemán en Alemania y mantuvo correspondencia con su primer líder, Anton Drexler. No era partidario de la unión con Alemania, pero aun así aceptó desde el principio un papel subordinado a Adolf Hitler, al que llamó "unseren reichsdeutschen führer " (nuestro líder del Reich alemán) en 1922. Claramente el contacto entre ambos se estableció desde muy temprano, y Carsten ha planteado que Hitler incorporó el término «nacionalsocialista» a su Partido Obrero Alemán inspirándose en el movimiento liderado por Riehl.
Riehl lideró el DNSAP hasta 1923, cuando el partido se fragmentó en facciones hitlerianas e independentistas. Tras una excedencia, supuestamente por razones de salud, fue expulsado del partido al prevalecer el sector hitleriano.Riehl tomó el control del ala independentista del partido, el Deutschsozialen Verein, mientras que Karl Schulz lideró el sector hitleriano. El partido de Riehl trabajó en estrecha colaboración con el Partido Popular de la Gran Alemania y en las elecciones de 1927 presentaron una lista conjunta bajo el nombre de Nationale Einheitsfront.También desempeñó un papel en el Frontkämpfervereinigung de Hermann Hiltl, un grupo de milicia pangermánico que era independiente de los nazis.

## Retorno
El perfil de Riehl decayó un poco tras la escisión, ya que el ala proalemana se hizo con la mayor parte del apoyo. Sin embargo, Riehl volvería a ganar popularidad en 1925, cuando defendió a Otto Rothstock en su juicio por el asesinato de Hugo Bettauer. Su participación en el juicio le ayudó a recuperar prestigio en el DNSAP tras su dimisión de la dirección a raíz de los cismas de 1923. Riehl ganó notoriedad por sus defensas de líderes de derecha en varios casos y, tras el incidente de Schattendorf, fue él quien logró la absolución de los líderes derechistas acusados.
Riehl regresó a los nazis el 26 de septiembre de 1930, siendo admitido como miembro número 360.702. Volvió a ocupar una posición destacada dentro del partido y utilizó esta influencia para promover de nuevo su programa antisemita. En 1931 pidió la castración de cualquier judío que fuera sorprendido manteniendo relaciones sexuales con una chica aria y al año siguiente, cuando fue elegido concejal de Viena, volvió a pedir la expulsión de los judíos de la zona. De hecho, para Riehl el antisemitismo era la base del atractivo de los nazis en Austria, junto con su anticomunismo.

## Años posteriores
A pesar de sus posturas radicales contra los judíos, Riehl estaba más inclinado hacia métodos constitucionales que algunos de sus compañeros del DNSAP y se volvió crítico de ciertos excesos del grupo, lo que llevó a su expulsión nuevamente el 9 de agosto de 1933. Se mostró especialmente crítico con el liderazgo de Theodor Habicht y Alfred Frauenfeld, en particular con el fallido golpe de estado de 1934, que se saldó con el asesinato de Engelbert Dollfuss. En su afán por una forma de nacionalismo más basada en el cristianismo, fundó el Weiner Stadtklub como grupo de debate ideológico en 1937, aunque éste resultó tener un carácter en gran medida nazi.
Tras el Anschluss, fue detenido brevemente por la Gestapo y posteriormente trató de unirse al NSDAP, pero su solicitud fue rechazada debido a su historial inconsistente de apoyo a la unión con Alemania. Finalmente se le permitió unirse al Partido Nazi, aunque nunca fue más que un miembro de base.
Después de esto desapareció de la vista del público, aunque después de la Segunda Guerra Mundial fue miembro del Partido Popular Austríaco. Riehl murió en Viena el 6 de septiembre de 1955.